# Cap Camarat
Das Cap Camarat ist eine Landspitze des Massif des Maures, an der französischen Mittelmeerküste in der Region Provence-Alpes-Côte d’Azur im Département Var.

## Lage
Cap Camarat gehört zur Gemeinde Ramatuelle und liegt im östlichen Teil der Halbinsel von Saint-Tropez, südlich der Stadt Saint-Tropez. Es hat eine Höhe von etwa 128 Metern über NN, ist etwa einen Kilometer tief und etwa 1,25 Kilometer breit. Dem Kap vorgelagert befindet sich die kleine unbewohnte Insel Rocher des Portes (auch bekannt als l'Île aux Oiseaux) auf der viele Vögel zu beobachten sind. Unter anderem kommt hier auch der Tölpel vor.
Das Kap gehört heute dem Conservatoire du littoral und steht damit unter Naturschutz. Es ist mit niedriger Vegetation aus vor allem Korkeichen und Steineichen bedeckt. Zahlreiche Wege führen vom Strand im Norden und vom Leuchtturm auf das Kap.

## Phare de Camarat

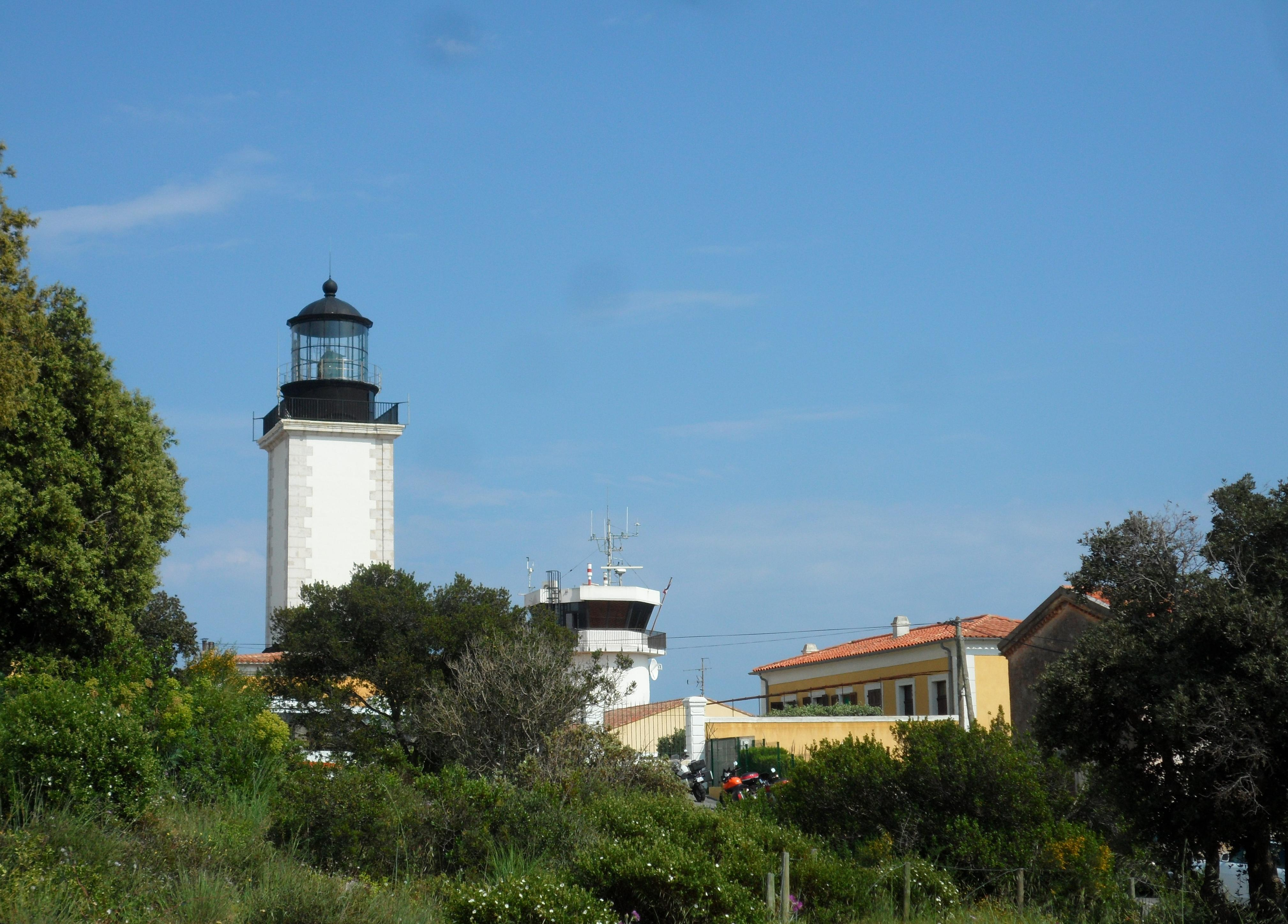
Leuchtturm Phare de Camarat

Auf der Spitze des Kaps befindet sich der Leuchtturm Phare de Camarat, der einer der höchstgelegenen Leuchttürme mit 130 m über dem Meeresspiegel in Frankreich ist. Sein Licht hat eine Reichweite von bis zu 60 Kilometern. Der Turm ist 1831 in Betrieb gegangen, wurde nach dem Zweiten Weltkrieg elektrifiziert und 1977 automatisiert und wird von Porquerolles aus gesteuert.

### Philatelie
- In philatelistischer Würdigung des Leuchtturms gab die  französische Post mit Ausgabejahr 2019 eine Briefmarke  im Wert von Lettre prioritaire[2] heraus.

## Trivia
Die französische Werft für Sportboote Jeanneau hat eine Serie von Motorbooten (Cap Camarat CC, Cap Camarat WA, Cap Camarat DC) nach dem Kap benannt.